# Lermanda
Lermanda es un concejo del municipio de Vitoria, en la provincia de Álava, País Vasco (España).

## Localización
Lermanda está situado 6 km al oeste de Vitoria, en las estribaciones de los montes de la misma localidad. En la actualidad, la aldea está completamente rodeada por el Parque Empresarial Jundiz y forma parte de la Zona Rural Suroeste de Vitoria. Se accede por la carretera A-435.

## Despoblado
Forman parte del concejo el despoblado de:
- Legardaguchi (llamado también Legarda Menor).

## Historia
La primera cita documentada del concejo es del año 1025.
La localidad era conocida por una balsa de agua que estaba en el centro del pueblo, y era el lugar donde muchos de los habitantes iban a coger ranas. La construcción del polígono industrial cortó el suministro de agua a la balsa convirtiéndola en una charca con agua estancada, que posteriormente se transformó en una plaza.
A mediados del siglo XIX, cuando formaba parte del ayuntamiento de Ali, tenía 41 habitantes. Aparece descrito en el décimo tomo del Diccionario geográfico-estadístico-histórico de España y sus posesiones de Ultramar de Pascual Madoz de la siguiente manera:

LERMANDA: l. del ayunt. de Ali, en la prov. de Alava, part. jud. de Vitoria (1 ½ leg.), aud. terr. de Burgos (19), c. g. de las Provincias Vascongadas, dióc. de Calahorra (19): sit. en una cuesta al O. de Vitoria, y orilla del r. Zadorra; clima saludable, purificado por el viento N. que le combate; se padecen catarros y constipados. Tiene 9 casas, igl. parr. (San Sebastian) servida por un beneficiado perpetuo con título de cura, de patronato del ordinario y del cabildo, cementerio al N. de la igl. y una fuente de agua comun para el surtido del vecindario. El térm. que se estiende ¼ de leg. de N. á S., é igual distancia de E. á O., confina N. Asteguieta; E. Crispijana; S. Zuazo, y O. Margarita; comprendiendo mo su circunferencia el desp. Legarda Menor y un pequeño monte que cria fresnos, espinos y abundantes pastos. El terreno es de mediana calidad, y le atraviesa por la parte N. el r. Zadorra. Los caminos son locales, en regular estado el correo} se recibe de Vitoria, por balijero. prod.: trigo, cebada y algunas frutas; cria de ganado vacuno, caballar, mular y lanar. ind.: ademas de la agricultura y ganadería, hay un molino harinero. pobl.: 5 vec., 41 alm. riqueza. y contr.: con su ayunt. (V.)
(Madoz, 1847, p. 266)

Décadas después, ya en el siglo XX, se describe de la siguiente manera en el tomo de la Geografía general del País Vasco-Navarro dedicado a Álava y escrito por Vicente Vera y López:

Lermanda.—Aldea distante de Vitoria 6,865 metros, con 12 viviendas, 10 de dos pisos y estando 2 sin habitar; su población de hecho es de 61 almas y la de derecho 63, de las primeras son varones 35 y hembras 26. Su parroquia, dedicada á San Fabián y á San Sebastián, es de categoría rural de segunda y pertenece al arciprestazgo de Armentia. Carece de escuela de instrucción pública. Confina, al N., con Asteguieta; al S., con Zuazo; al E., con Crispijana y al O. con Margarita. Sus tierras, de mediana calidad, producen cereales y legumbres; también se cría algún ganado de varias clases. Comunica con Vitoria por un camino vecinal, y fué una de las aldeas agregadas en 1332. En su término estuvo el hoy despoblado lugar de Legardaguchi ó Legarda Menor, del cual no queda ningún vestigio.
(Vera y López, 1915-1921, p. 353)

## Demografía
En 2018 el concejo cuenta con una población de 20 habitantes según el Padrón Municipal de habitantes del Ayuntamiento de Vitoria
| Gráfica de evolución demográfica de Lermanda entre 2000 y 2018                                           |
| |
| Población (2000-2017) según los censos de población del INE. Población según el padrón municipal de 2018 |

## Cultura

### Patrimonio material

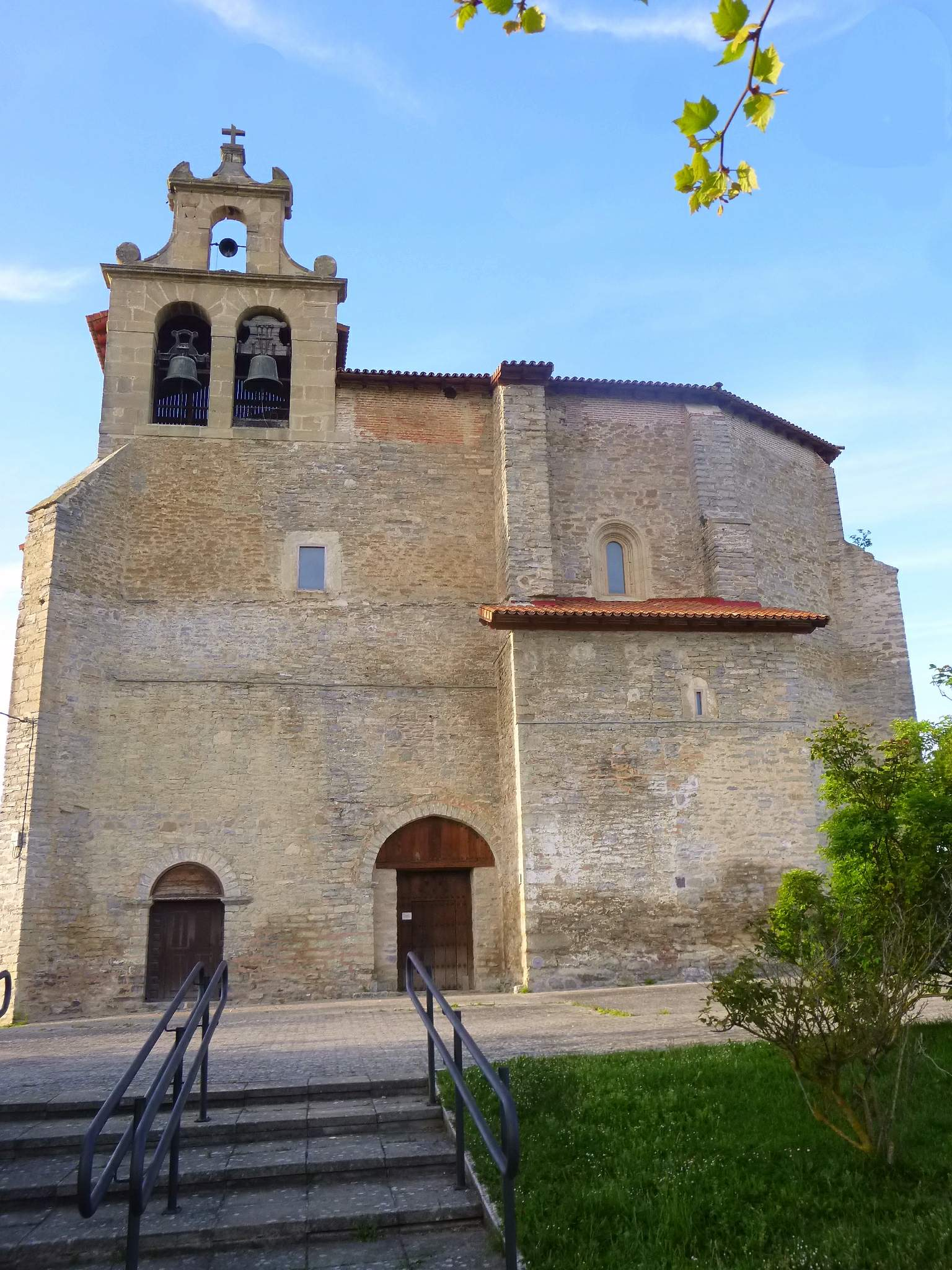
Iglesia de San Sebastián de Lermanda

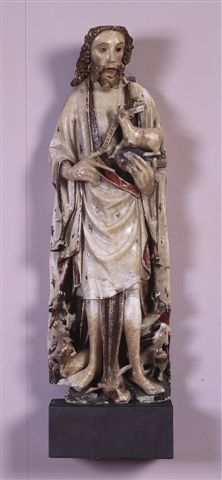
San Juan Bautista de Lermanda

- Iglesia parroquial de San Sebastián: las obras de edificación de este templo se documentan a partir de 1510, y será durante todo el siglo XVI cuando se levante lo que actualmente se conserva.

En el siglo XVII se conoce el trabajo de Juan Vélez, arquitecto que debió levantar la venera del ábside hacia 1602. Tras varias décadas de trabajos, la iglesia se debió terminar por completo hacia 1679. 
La espadaña visible en el exterior es de sillares y lo trazó Justo de Urrestarazu en 1857. De sus retablos merece destacarse la escultura titular del retablo de San Juan Bautista, una obra excepcional dentro del patrimonio alavés ya que se trata de una pequeña escultura de alabastro inglés fechable entre 1420-1460. Puede pensarse que formaría parte de un retablo completo de alabastro, pero actualmente es una pieza aislada que ha estado reaprovechada en un retablo barroco. Por razones de seguridad está depositada en el Museo Diocesano de Arte Sacro de Vitoria, donde es pieza importante de la colección. Se trata de una talla con los rasgos inconfundibles de los alabasterman ingleses del siglo XV: ojos saltones, dedos largos, labios estrechos y alargados y pies en forma de aleta. La iconografía del bautista también es la habitual en este tipo de obras, ya que se nos muestra vestido con una piel de camello cuyos cuello y cabeza se asoman hasta los pies del santo, está señalando con el dedo el cordero que porta sobre un libro en su mano izquierda y se encuentra rodeado de cabezas de animales. Estas características las podemos encontrar en otras obras inglesas de alabastro, sobre todo en el retablo de la Colegiata de Daroca (Zaragoza). Se desconoce las circunstancias de la llegada de esta obra al concejo, pero no es un hecho aislado ya que los talleres ingleses surtieron a toda Europa de obras de alabastro a lo largo de todo el siglo XV.

### Patrimonio inmaterial
- Los vecinos eran conocidos con el apodo de "Taleros" y celebraban sus fiestas patronales el 24 de junio.
- Antiguamente, la víspera del jueves de lardero, los niños y niñas iban de puerta en puerta cantando a sus vecinos y vecinas, con la intención de pedir limosna. El martes de carnaval se hacía en el pueblo un muñeco al que vestían con pantalón, chaqueta y camisa, que se llamaba Museco.[10]